# Granadino (toro)
Granadino o Granaíno es el toro de lidia que perteneció a la ganadería de los hermanos Demetrio y Ricardo Ayala, de ciudad Real, que estuvo herrado en los costillares con el n° 16 y de capa era negro bragado. Este animal está considerado dentro de los toros célebres de la historia de la Tauromaquia por haber herido con trágicas consecuencias, en la tarde del 11 de agosto de 1934, al torero español Ignacio Sánchez Mejías, en la Plaza de toros de Manzanares (Ciudad Real, España).
Hijo de la vaca Granadina, este toro procedía de la prácticamente recién creada ganadería de los hermanos Ayala, la cual habían formado en el año 1932, a partir de una compra de reses que hacen a don Luis Melgarejo Tordesillas. Estos toros procedían de la compra que había hecho este hombre en 1929 a Francisca Flores, viuda de Sabino Flores, de Peñascosa (Albacete, España). El hierro de los Ayala desapareció tras el fusilamiento de los hermanos por parte de los milicianos republicanos, tras haber sido declarados por la Juntas Calificadoras Municipales y Provincial de Ciudad Real  "enemigos del régimen"

## Historia de la cogida

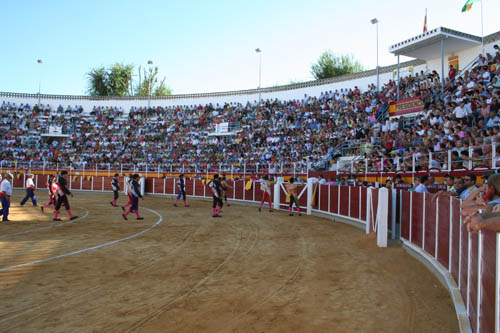
Vista de la Plaza de toros de Manzanares (Ciudad Real) donde el toro Granadino, de la ganadería de los hermanos Ayala, hirió de muerte a Ignacio Sánchez Mejías en 1934.

En 1934 la Plaza de toros de Manzanares estaban anunciados Domingo Ortega, Juan Espinosa "Armillita" y Alfredo Corrochano, además del rejoneador Simao da Veiga, para estoquear una corrida de los hermanos Ayala. El torero de Borox, convaleciente por un accidente de tráfico, no podía torear finalmente aquella tarde por lo que el diestro Ignacio Sánchez Mejías, en su temporada de reaparición a los ruedos, decidió coger aquella sustitución tras haber toreado días antes - el 6 de agosto de 1934 - en la Plaza de toros de La Coruña y en la Plaza de toros de Huesca el día 10 de agosto. 
Sánchez Mejías fue corneado por Granadino nada más empezar la faena de muleta. El diestro sevillano lo recibió sentado en el estribo, como acostumbrada a iniciar la faena, y fue prendido por la ingle derecha y volteado horriblemente, propinándole una cornada de 12 centímetros de profundidad. Tras el percance, Sánchez Mejías pasó a la enfermería para ser atendido por el médico local Fidel Cascón Arroyo, quien se ofreció a intervenirle quirúrgicamente. Ante las condiciones sanitarias, el diestro prefirió ser trasladado al Sanatorio de Toreros de Madrid para ser atendido por el doctor Crespo. 

Mientras, en el ruedo el torero madrileño Alfredo Corrochano, ahijado de Sánchez Mejías e íntimo amigo del diestro, era el encargado de dar muerte al toro Granadino. En una entrevista concedida por Corrochano a El País, éste explicaba cómo vivió los acontecimientos de aquella tarde en Manzanares tras la cogida: 
"La cogida fue ... tontamente. El toro no era malo [...]- Cuando cogió la espada y la muleta fue a dar un pase en el estribo. El toro se venía un poco para adentro. El banderillero lo advirtió: 'Tenga cuidado, maestro, que el toro aprieta para adentro'. Lo cogió entre las tablas y le atravesó el muslo. Yo hice el quite. Cuando lo cogieron iba muerto".
El traslado del torero herido se hizo en ambulancia e, inicialmente, no se temió por su vida. La edición del ABC de Sevilla, correspondiente al 12 de agosto de 1934, se refería al suceso de la siguiente manera: 
Ignacio venía animadísimo, hasta el punto de haber consumido durante el camino varios cigarrillos. Las cornadas, pues, son dos; las heridas no interesan la femoral como se temió y sólo la gravedad consiste en la pérdida de sangre sufrida. 
A los dos días de la cogida, el 13 de agosto de 1934, se declaró la gangrena, que terminó provocándole la muerte. Tras el óbito, el cuerpo de Ignacio Sánchez Mejías fue trasladado hasta Sevilla, ciudad donde residía, y sepultado en el panteón de su familia política: los Gómez Ortega, junto a su cuñado Joselito el Gallo, en el Cementerio de San Fernando (Sevilla).

## "Granadino" en el arte
La muerte de Ignacio Sánchez Mejías tras la cornada inferida por el toro Granadino ha sido uno de los acontecimientos taurinos que mayor fortuna crítica han causado en el mundo del arte, como también ocurrió con José Gómez "Joselito" tras su cogida en Talavera de la Reina. Así, entre las principales obras de arte que se han alumbrado están: Llanto por Ignacio Sánchez Mejías (1935), de Federico García Lorca, considerada como una de las cuatro grandes elegías de la literatura española; y, según algunos autores, el Guernica (1937), de Pablo Picasso, podría estar dedicado a este suceso, aunque ha quedado demostrado que es un bulo.